# The Southerner
The Southerner is een Amerikaanse dramafilm uit 1945 onder regie van Jean Renoir.

## Verhaal
Sam Tucker is een katoenplukker uit het zuiden van de Verenigde Staten, die begint met een boerderij. Hij beseft niet dat dat meer van zijn gezin vergt dan hard werken.

## Rolverdeling
| Acteur          | Personage     |
| --------------- | ------------- |
| Zachary Scott   | Sam Tucker    |
| Betty Field     | Nona Tucker   |
| J. Carrol Naish | Devers        |
| Beulah Bondi    | Granny Tucker |
| Percy Kilbride  | Harmie        |
| Charles Kemper  | Tim           |
| Blanche Yurka   | Mama Tucker   |
| Norman Lloyd    | Finlay        |
| Estelle Taylor  | Lizzie        |